# Shitennō-ji

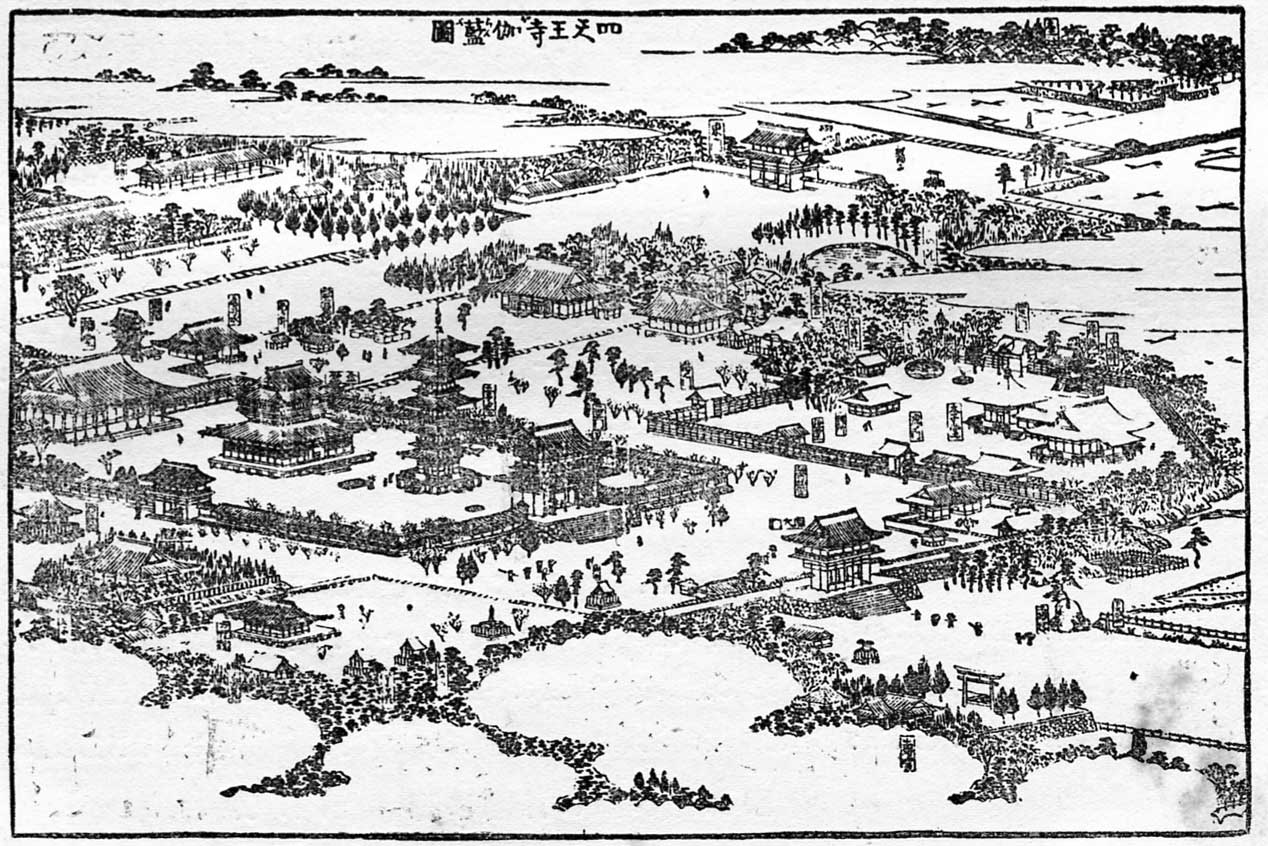
Übersicht aus dem Jahre Genna 9 (1623)

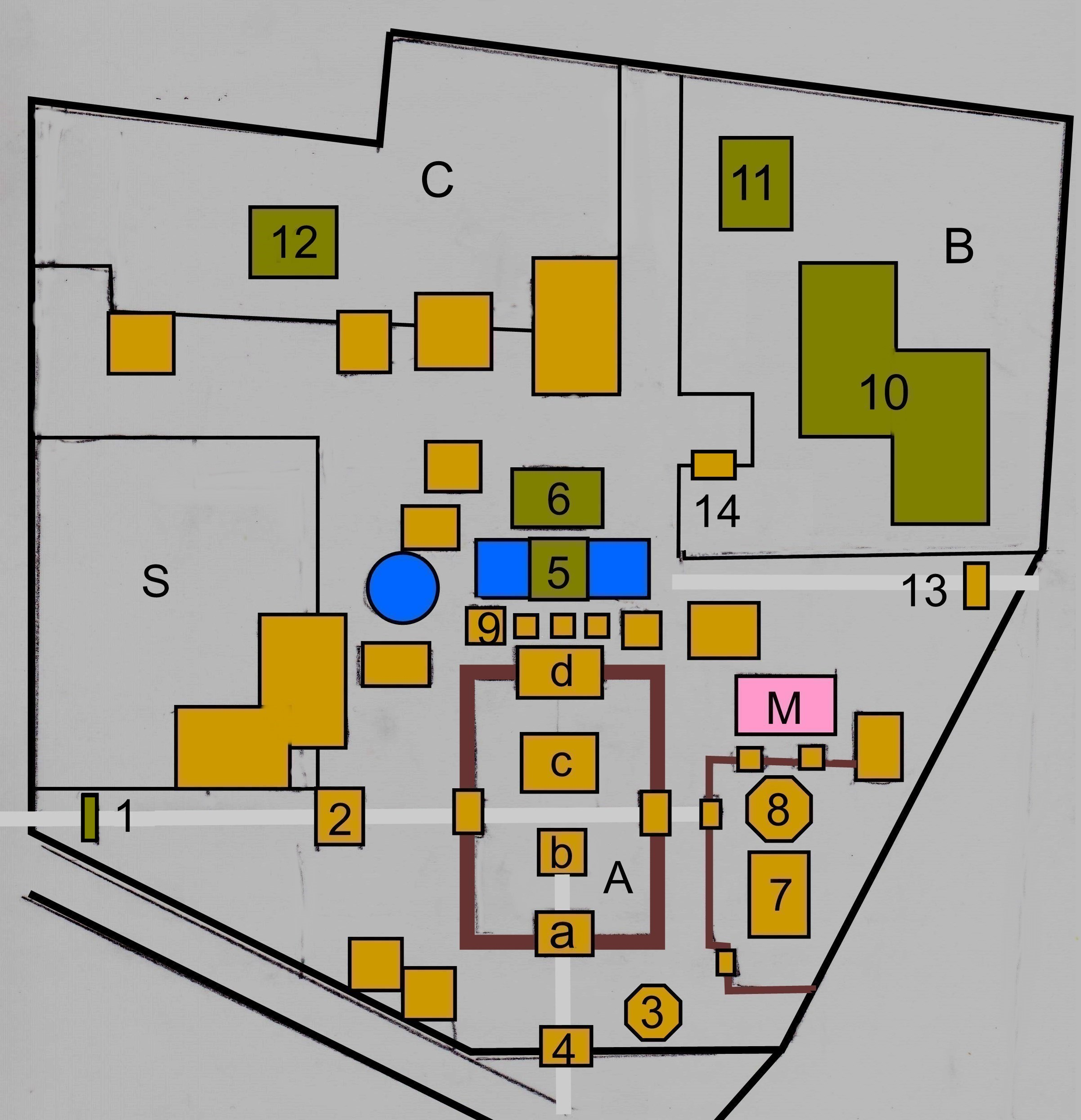
Plan der Gesamtanlage

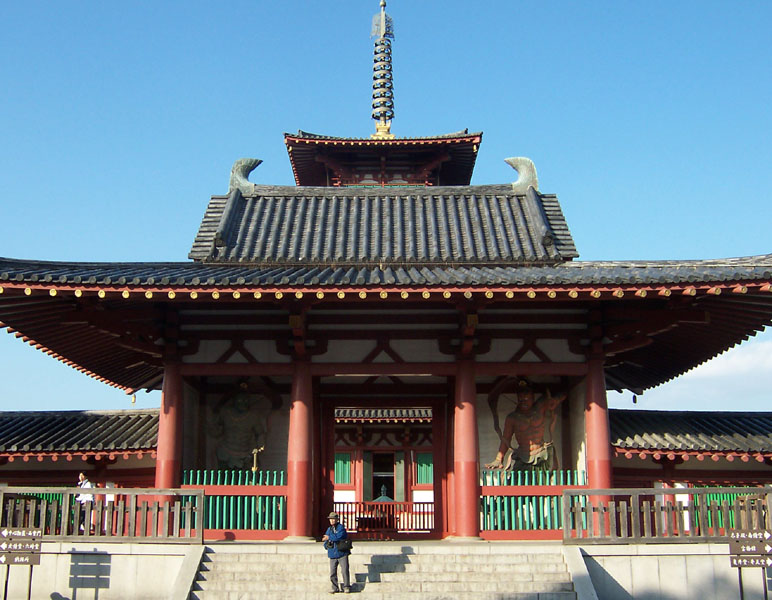
Chūmon bzw. Niōmon

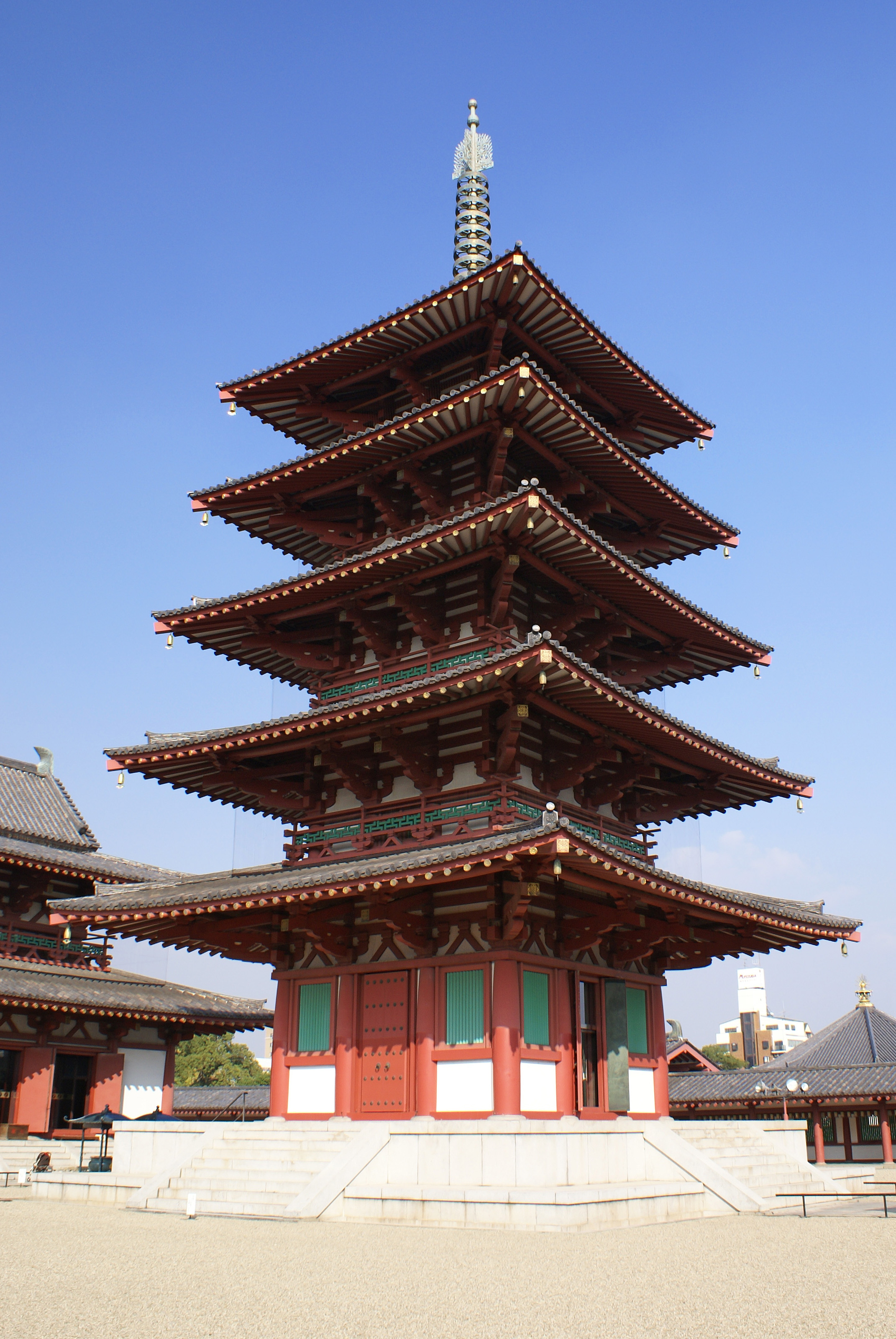
Fünfstöckige Pagode

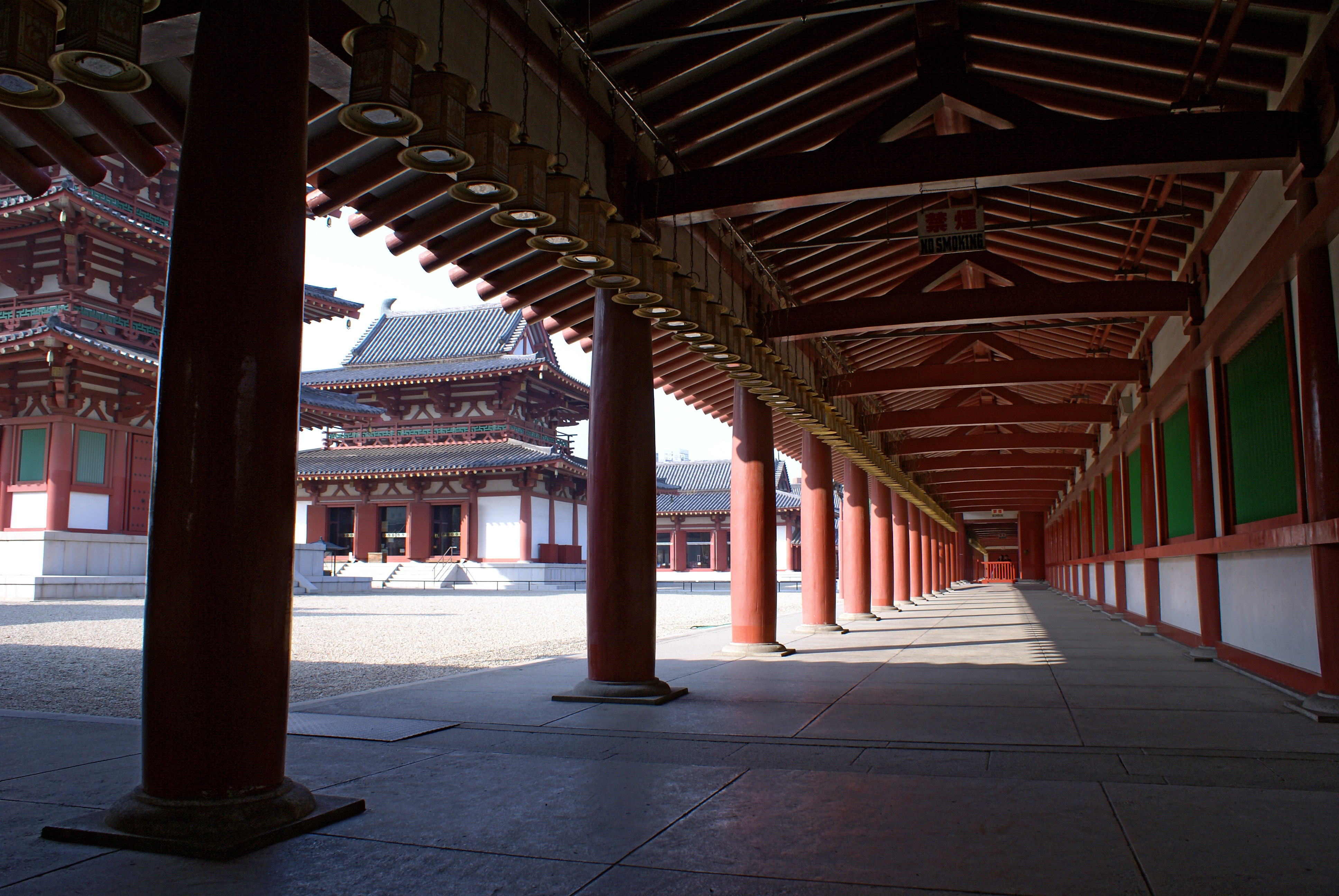
Umgang mit Blick auf die Kōndō

Shitennō-ji (japanisch 四天王寺) ist ein buddhistischer Tempel in der japanischen Stadt Osaka in dem nach ihm benannten Stadtbezirk Tennōji-ku. Er gehörte zeitweilig dem Tendai Buddhismus an, ist aber seit 1946 ein eigenständiger Tempel, der im Rückgriff auf seine Gründungszeit eine die buddhistischen Schulrichtungen übergreifende Position vertritt.

## Geschichte
Die Gründung des Shitennō-ji im Jahre 593 wird Prinz Shōtoku zugeschrieben, als Osaka noch „Naniwa“ (難波) hieß. An der Konstruktion soll die Kongō Gumi beteiligt gewesen sein. Neben der Kurzbezeichnung Tennō-ji (天王寺) wurde der Tempel in alten Zeiten auch Arahaka-ji (荒陵寺), Naniwa-daiji (難波大寺), Mitsu-ji (御津寺) oder Horie-dera (堀江寺) genannt. Zum Tempel gehörten bei der Gründung vier soziale Einrichtungen: 
- Keiden-in (敬田院), Erziehungs-Abteilung,
- Hiden-in (悲田院), Wohlfahrts-Abteilung,
- Seyaku-in (施薬院), Heilmittel-Abteilung,
- Ryōbyō-in (療病院), Krankenpflege-Abteilung.

Der Name des Tempels bezieht sich auf die Vier Himmelskönige, die – wie auch in anderen Tempeln – den Altar (須弥壇, Shumidan) umgeben.　Die Tempelanlage mit einer Gesamtausdehnung von ursprünglich 11 Hektar wurde im Verlauf der Geschichte oft durch Feuer, Taifune und auch Bürgerkrieg zerstört, aber immer wieder nach dem alten Muster aufgebaut. Nach der weitgehenden Zerstörung gegen Ende des Zweiten Weltkrieges wurde der Tempel seit den 1960er Jahren erneut im alten Stil aufgebaut, diesmal jedoch aus Beton. Aber auch so ist dieser Tempel ein gutes Beispiel für die Architektur der Asuka-Zeit.

## Innerer Tempelbezirk
Der Tempelbezirk (A) folgt dem aus China übernommenen Muster:
- Durch das „Mittlere Tor“ (a) (Chūmon) passiert der Besucher von Süden kommend einen Umgang, der die zentrale Anlage nach außen in Form eines Rechteckes umschließt. Die Säulen des Umgangs zeigen eine Auswölbung (Entasis), typisch für die damalige Zeit. Das Chūmon wird auch „Niōmon“ genannt, nach den beiden Tempelwächtern Niō (仁王), die den Eingang flankieren. Sie sind mit 5,3 m nach denen im Tōdai-ji die zweitgrößten in Japan. Ihr Schöpfer ist Priester Matsuhisa Hōrin (1901–1987), der sie nach alten Vorbildern geschaffen hat.

Dann folgen:
- die Pagode (b), fünfstöckig (Gojū-no-tō) mit einer Höhe von 29,2 m,
- das Hauptgebäude (c) (Kondō), im Stile des ersten Baus, mit der sitzenden „Kyūsei Kanseon Bosatsu“,
- die Lehrhalle (d) (Kōdō), in den Nordflügel integriert, mit Amida Nyorai.

Die zum „Sieben-Gebäude-Tempelbezirk“ (Shichidō-garan) gehörenden weiteren Gebäude, Sutren-Speicher (Kyōzō), Glockenturm (Shōrō), Mönchsquartier (Sōbō) und Speisesaal (Shikidō), dazu wie hier meist ein Trommelturm (Taikorō), befinden oder befanden sich im äußeren Tempelbezirk.

## Äußerer Tempelbezirk
Von Süden kommend betritt man den Tempelbezirk durch das in den letzten Jahren wieder aufgebaute Große Südtor Nandaimon (4). Vom Westen kommend passiert man das erhaltene steinerne Torii (1) und das wieder aufgebaute Gokurakumon (2) und gelangt dann durch das Westtor in den inneren Tempelbezirk. Im Osten des äußeren Bezirks steht in einem abgetrennten Bereich (Seirei-in) das Prinz Shōtoku gewidmete Taishiden, das aus Zenden (7) und dem achteckigen Okuden (8) besteht, beides ebenfalls wieder aufgebaut. Im Seirei-in befindet sich u. a. auch der Sutrenspeicher (ohne Markierung im Plan).

### Galerie wieder aufgebauter Gebäude

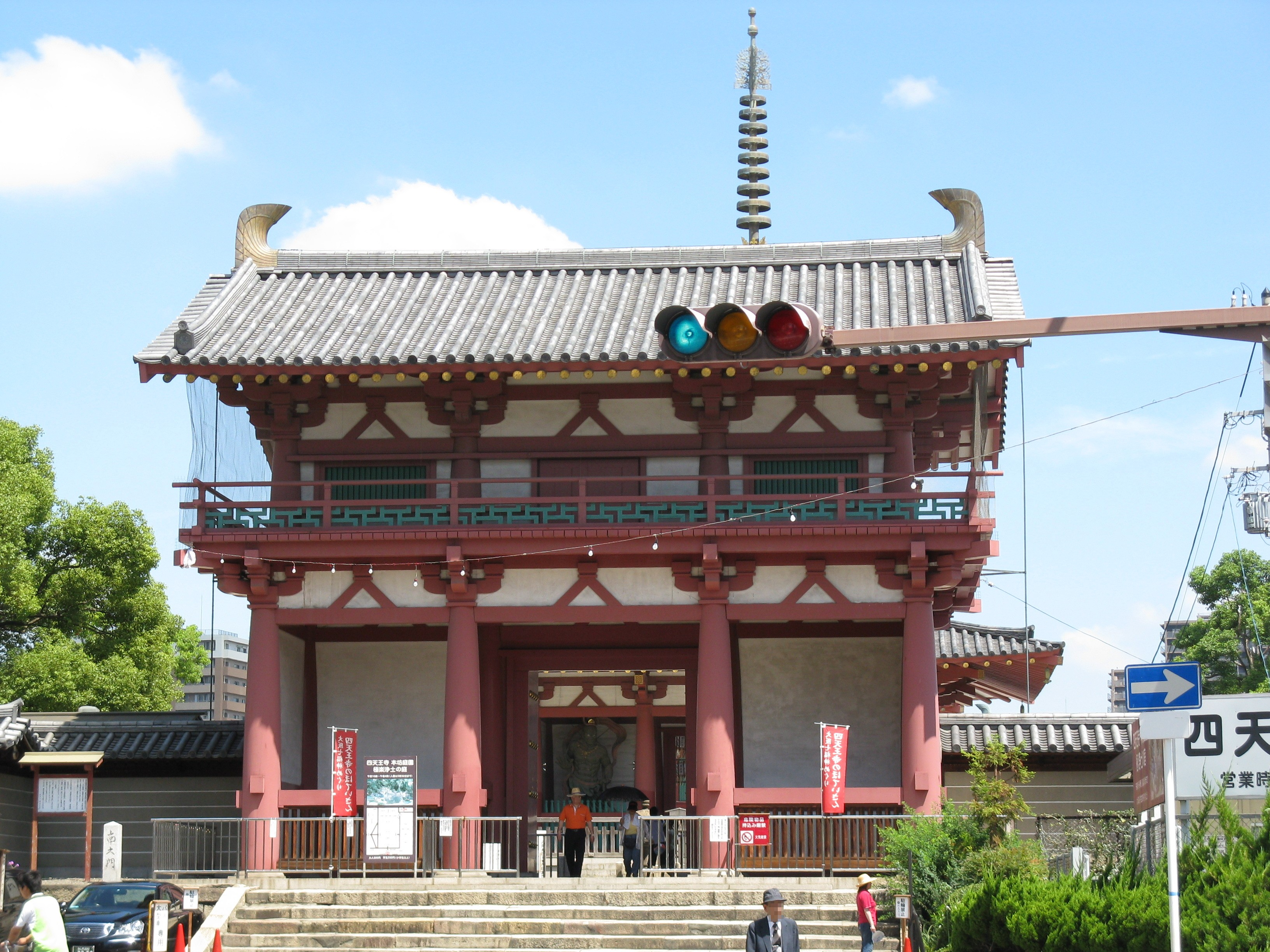
Nandaimon (4)
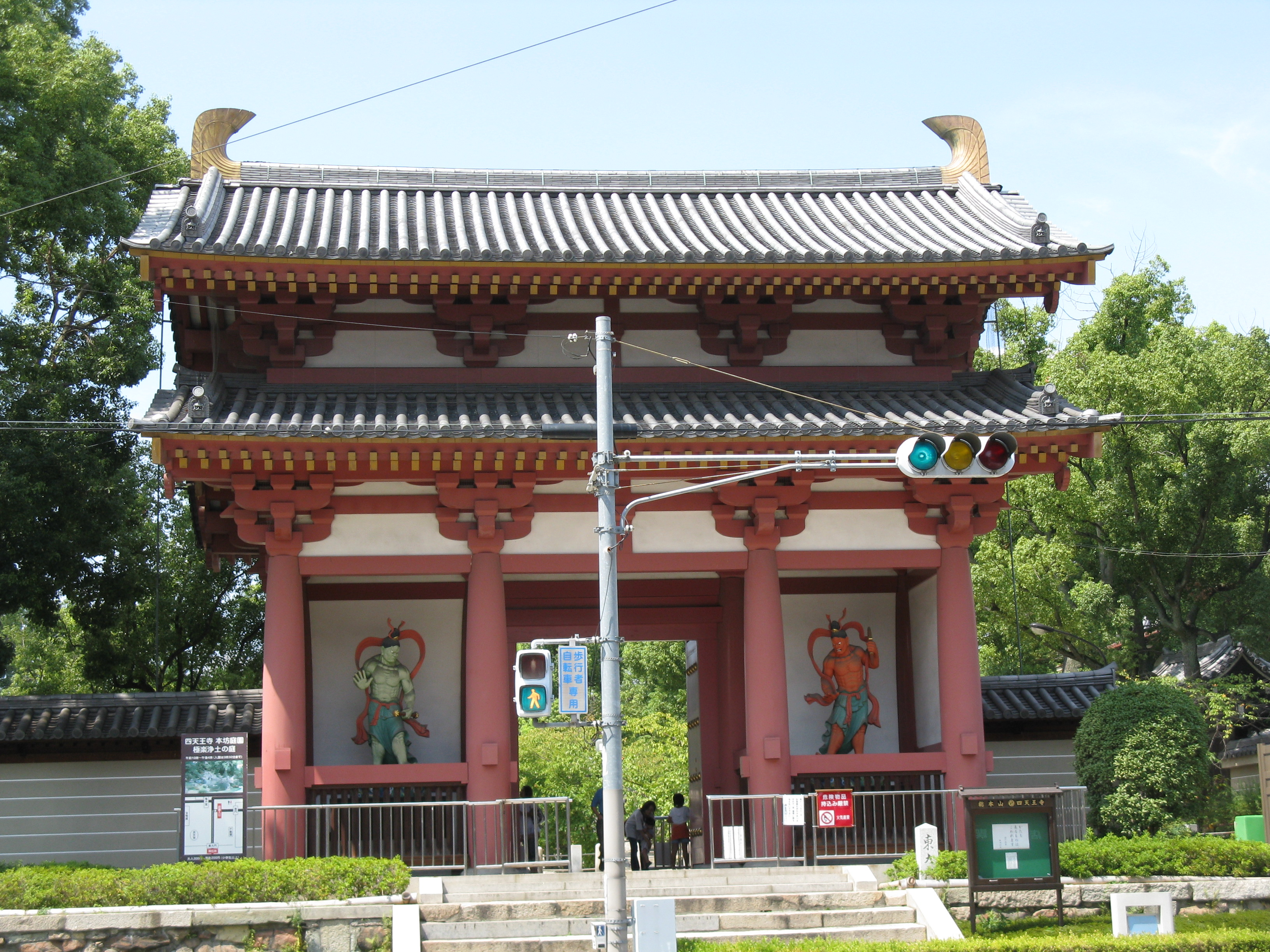
Tōdaimon (13)
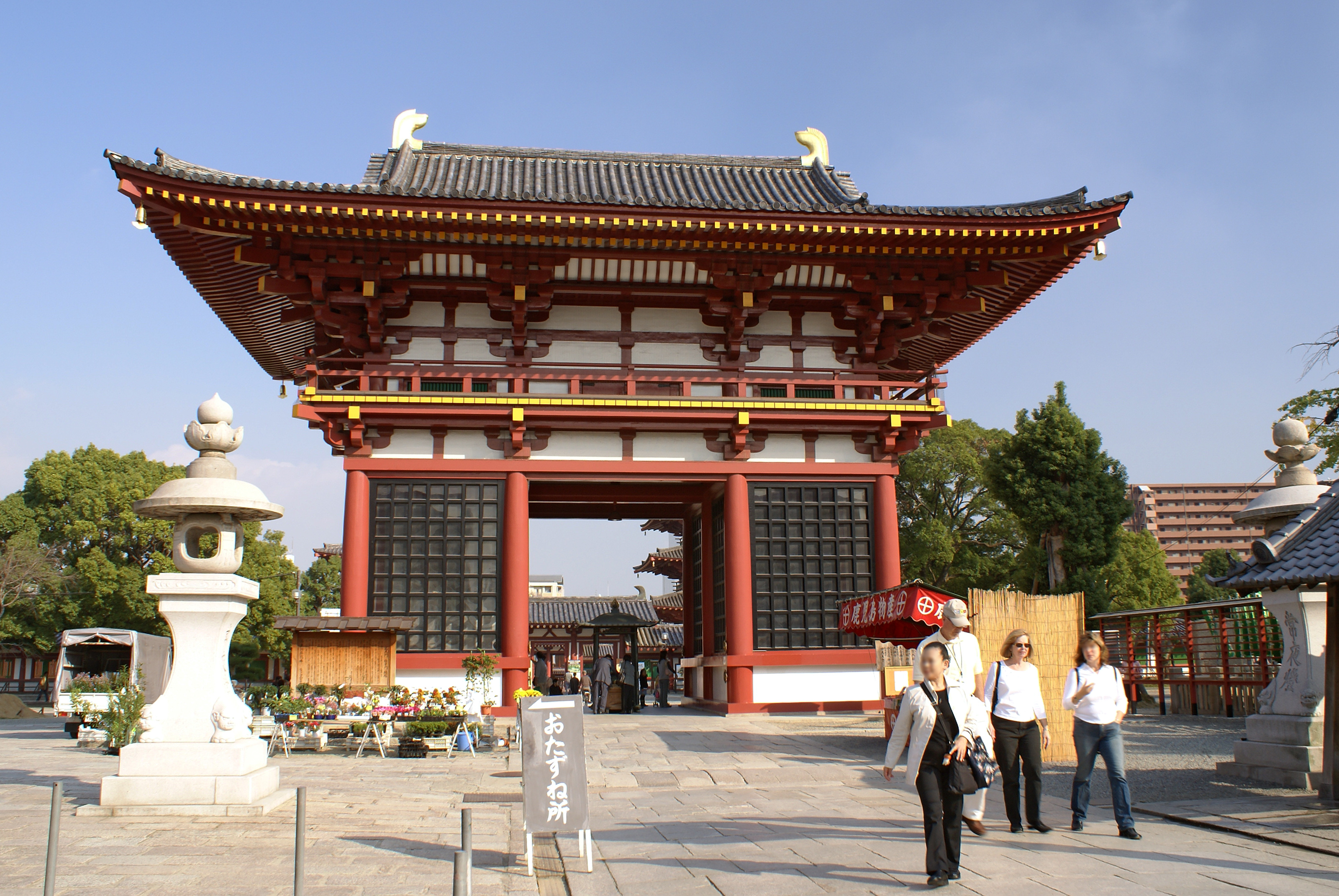
Gokurakumon (2)
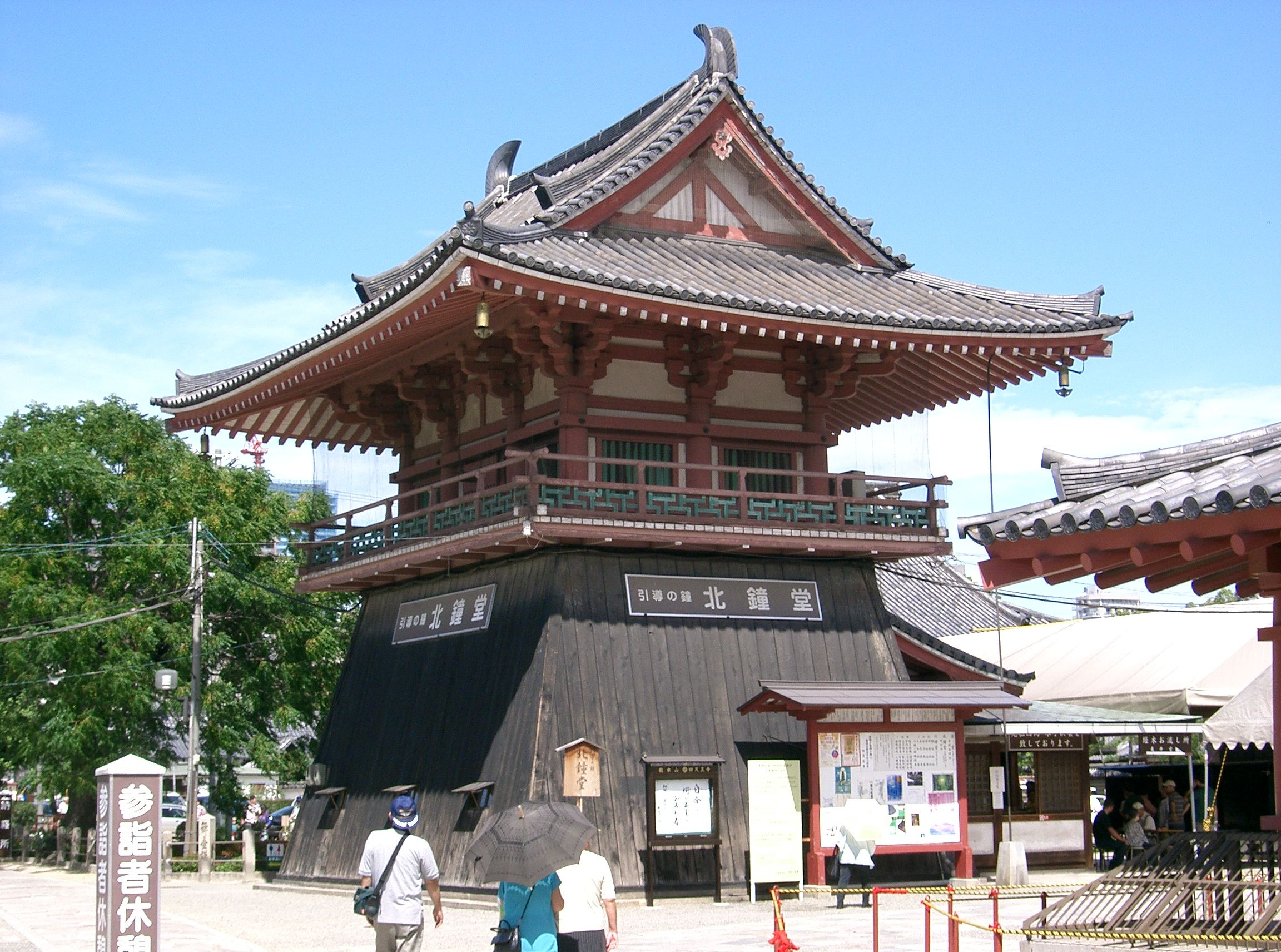
Kita Shōdō (9)
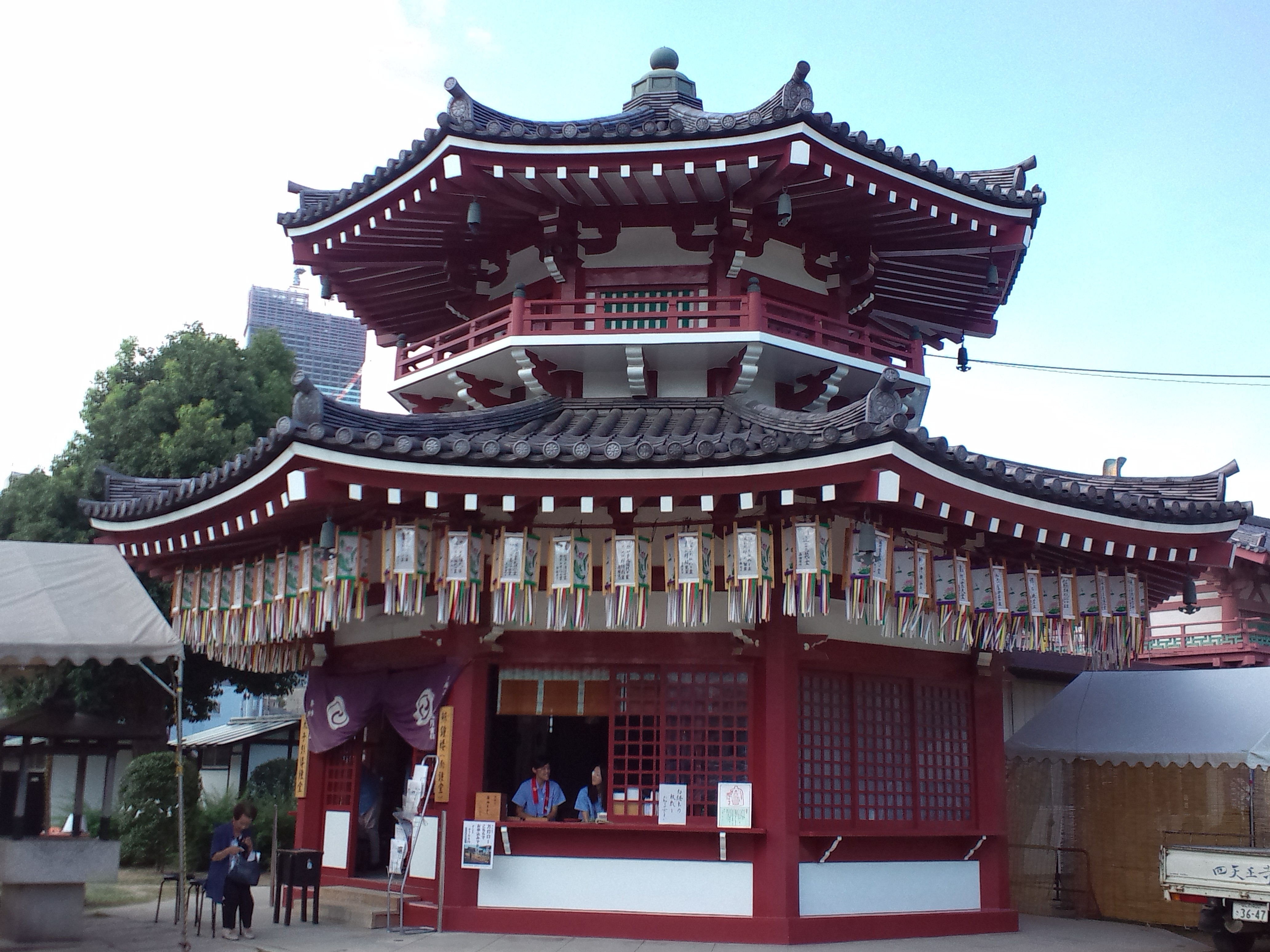
Minami Shōdō (3)

### Galerie erhaltener Gebäude und Anlagen
Im äußeren Tempelbezirk befinden sich einige Gebäude, die den Weltkrieg überdauert haben und die als Wichtige Kulturgüter registriert sind:

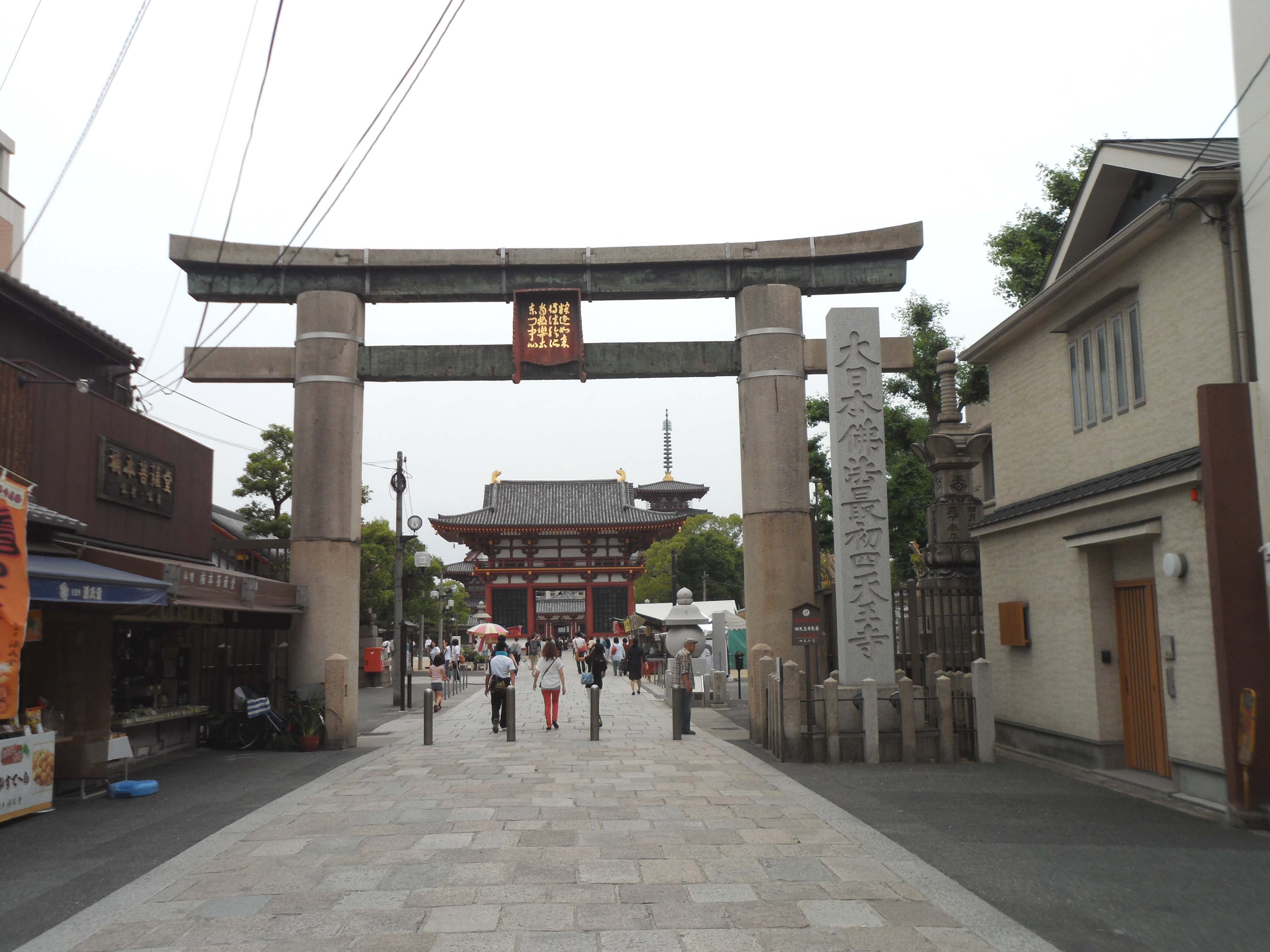
Blick durch das erhaltene steinerne Torii (1) von 1294 auf das Gokurakumon (2).[Anm. 2]
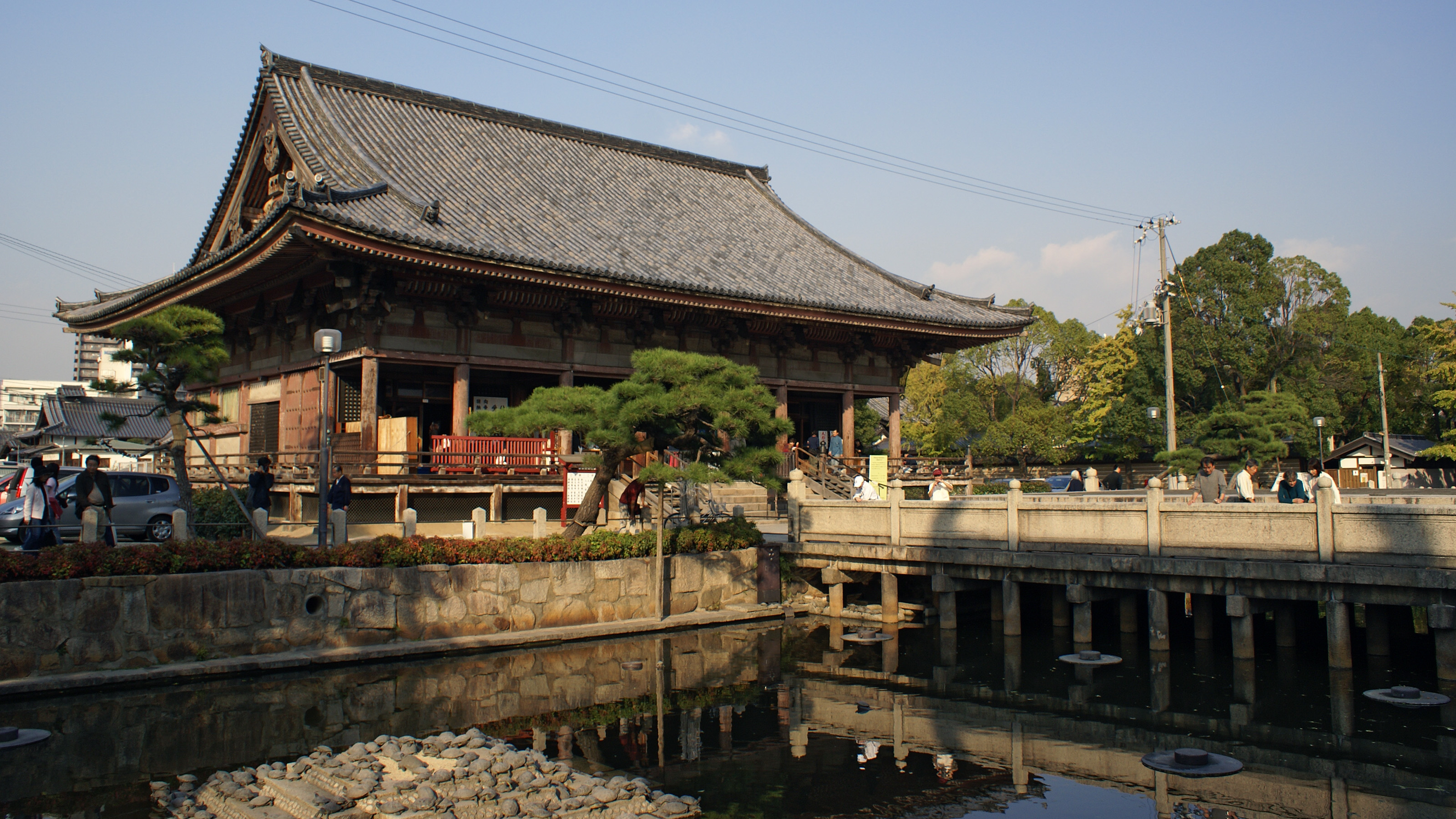
Rokujidō mit der „Steinernen Bühne“ (Ishi butai) als Brücke über den Teich "Kame-no-ike"
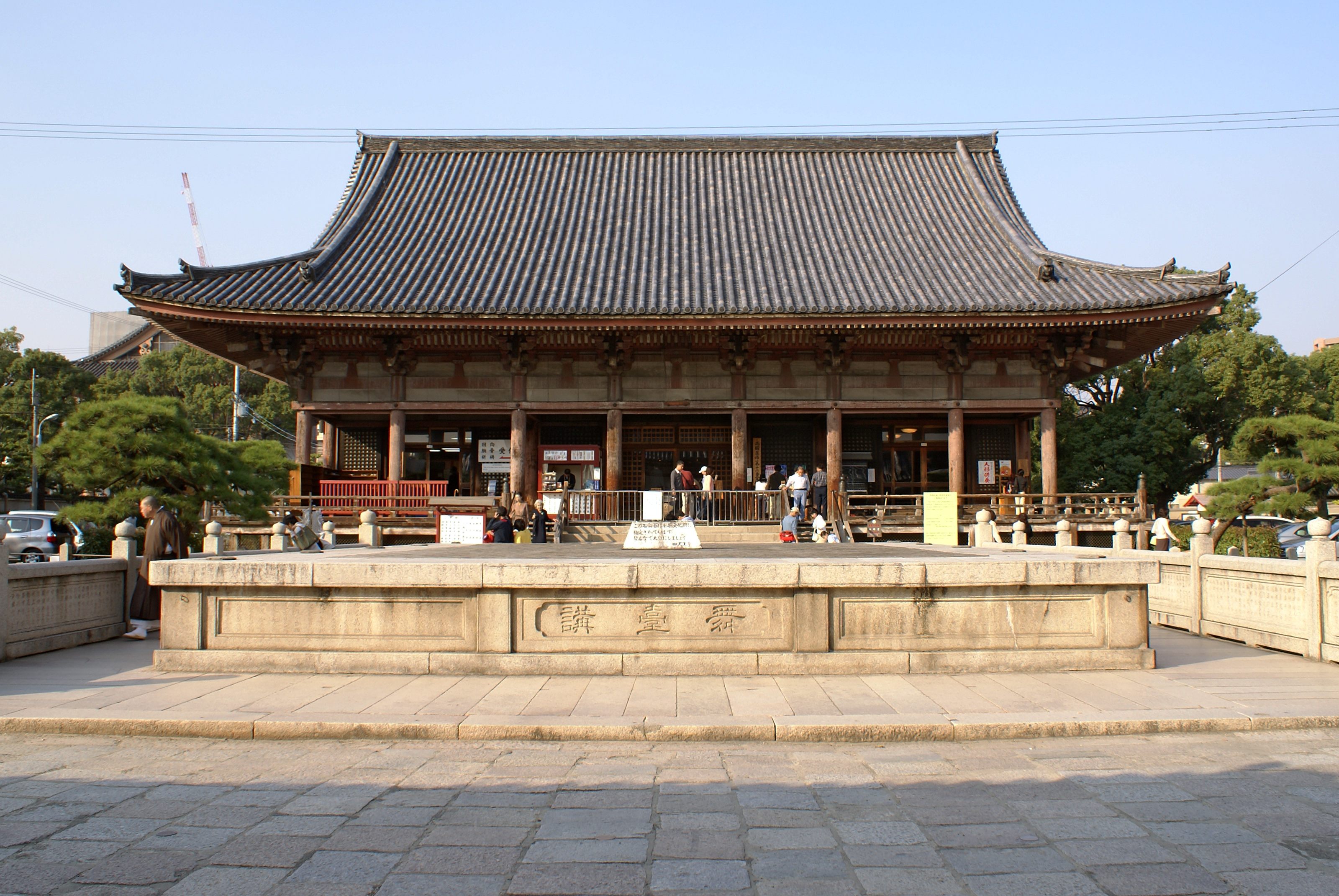
Die Halle Rokujidō (6) frontal mit der Bühne
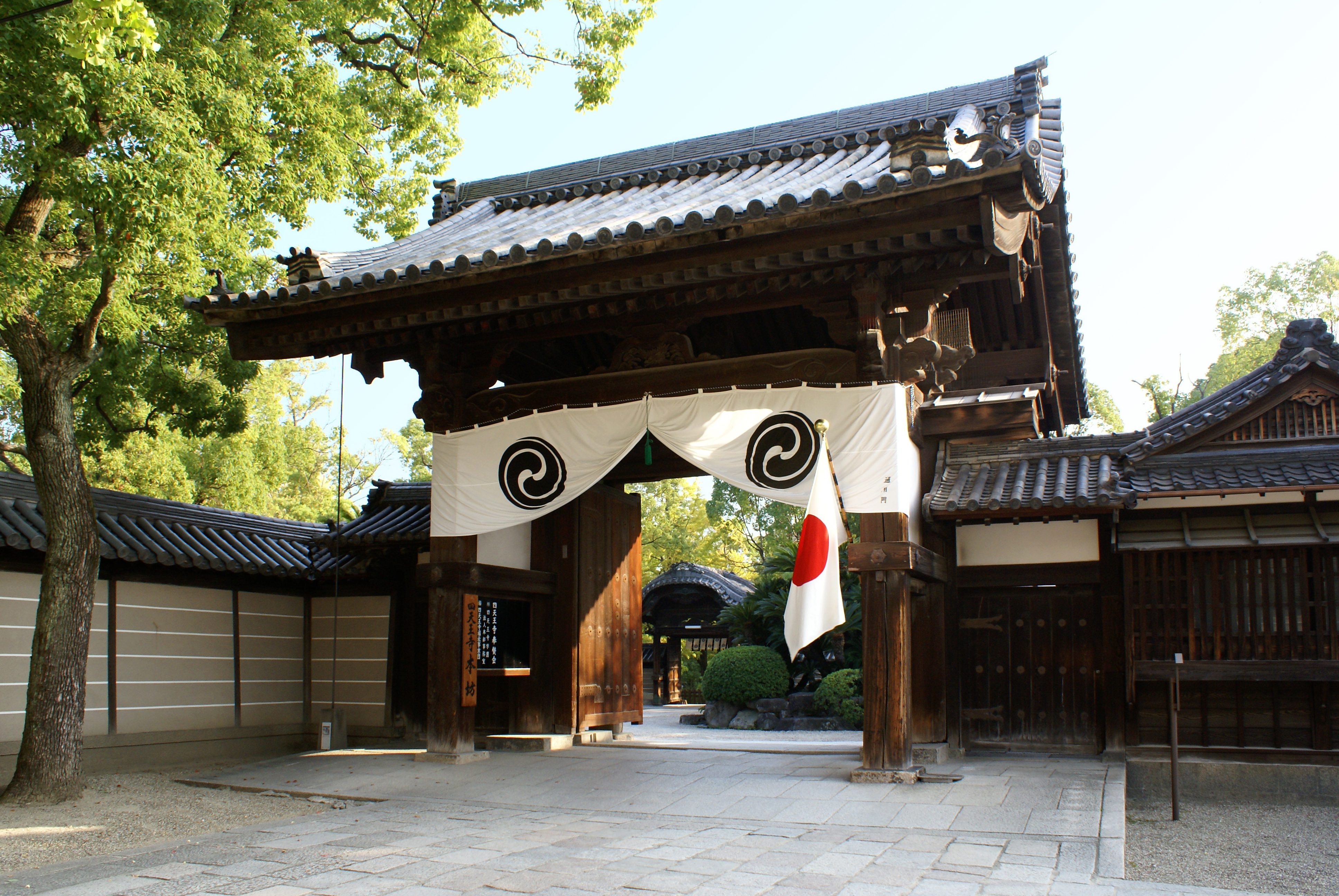
Tsūyōmon (14), Eingangstor zum Abtquartier Honbō (B) mit Hōjō (10)
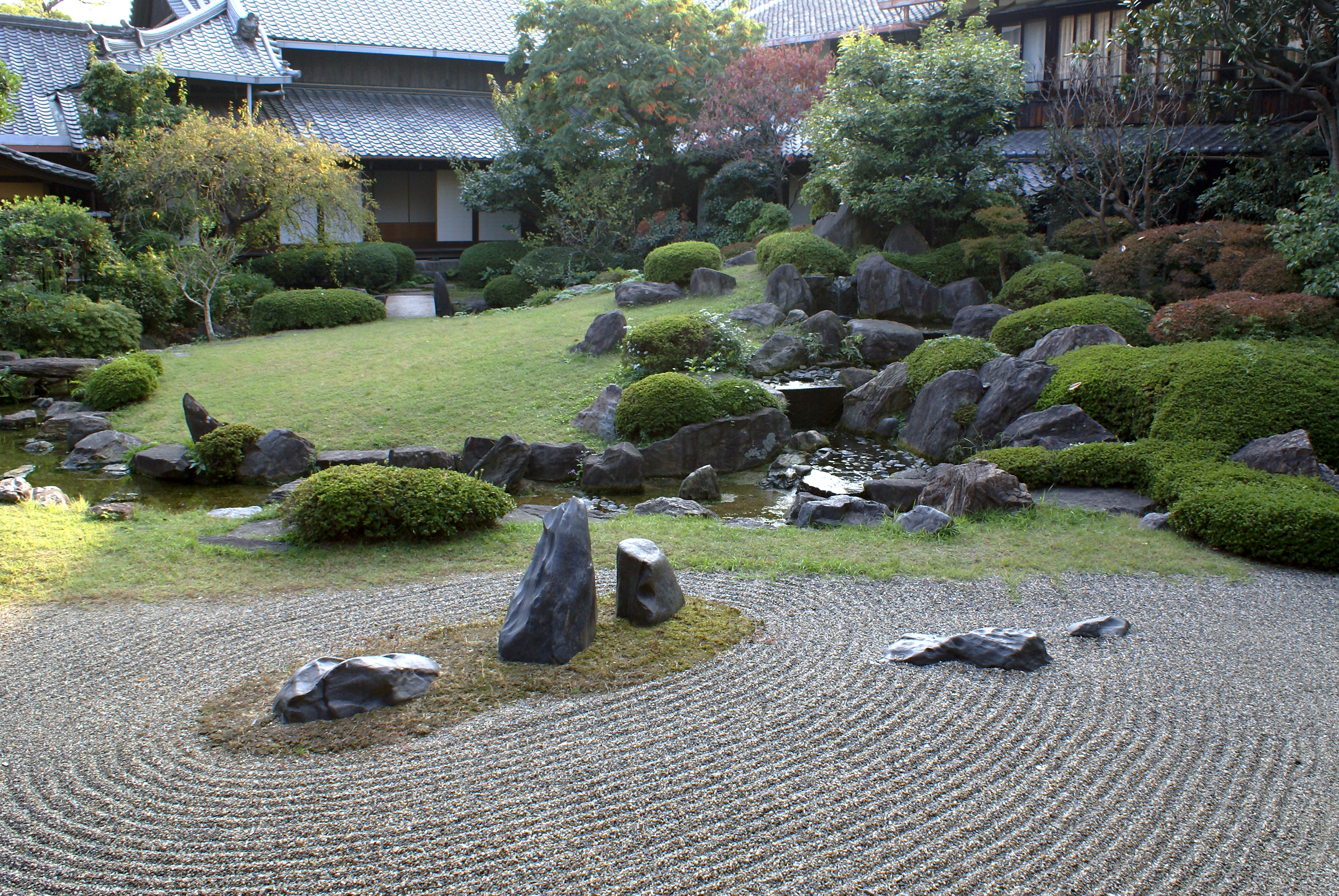
Honbō, Steingarten (Kare-san-sui)
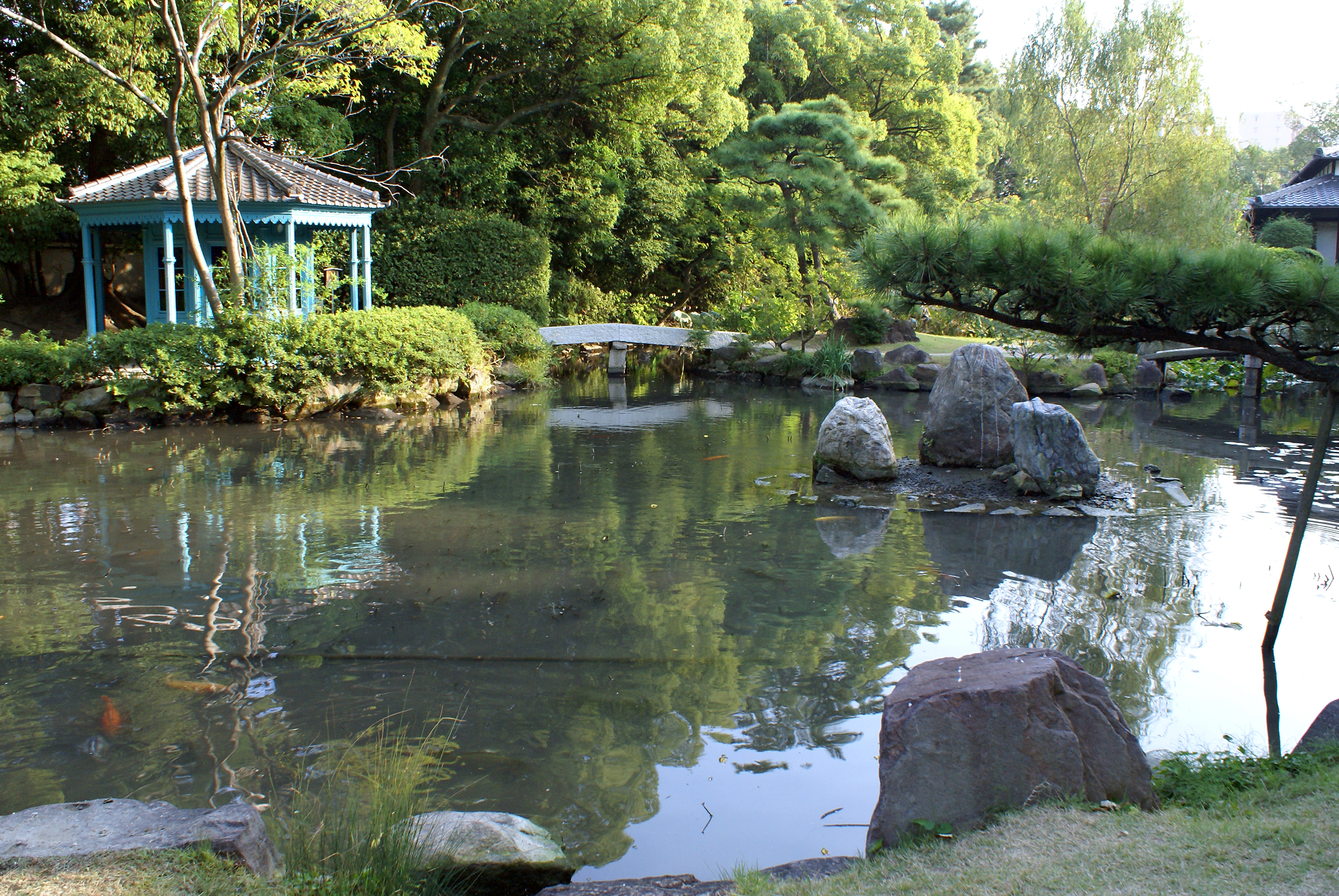
Honbō, Teichgarten
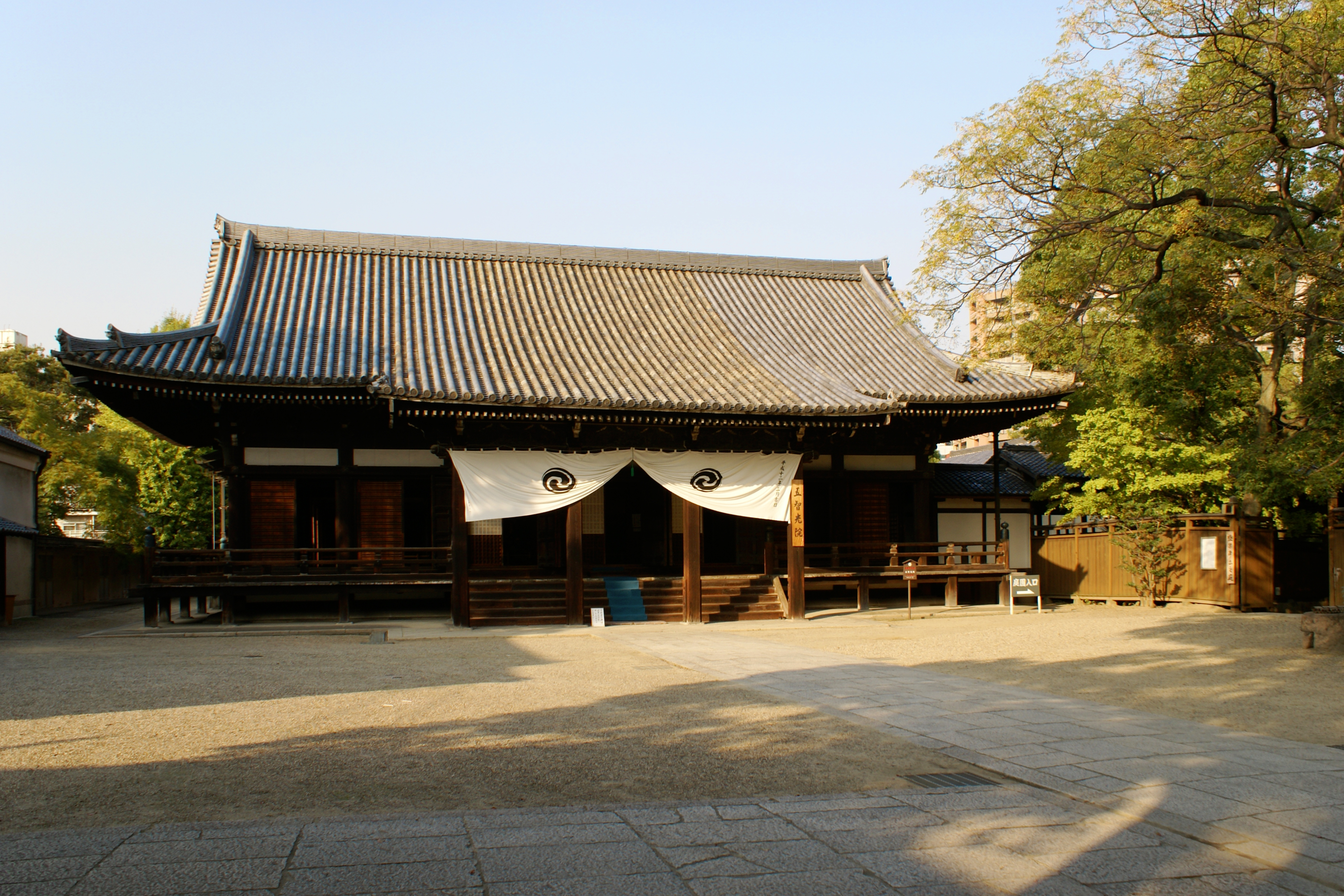
Nebentempel Gochikō-in
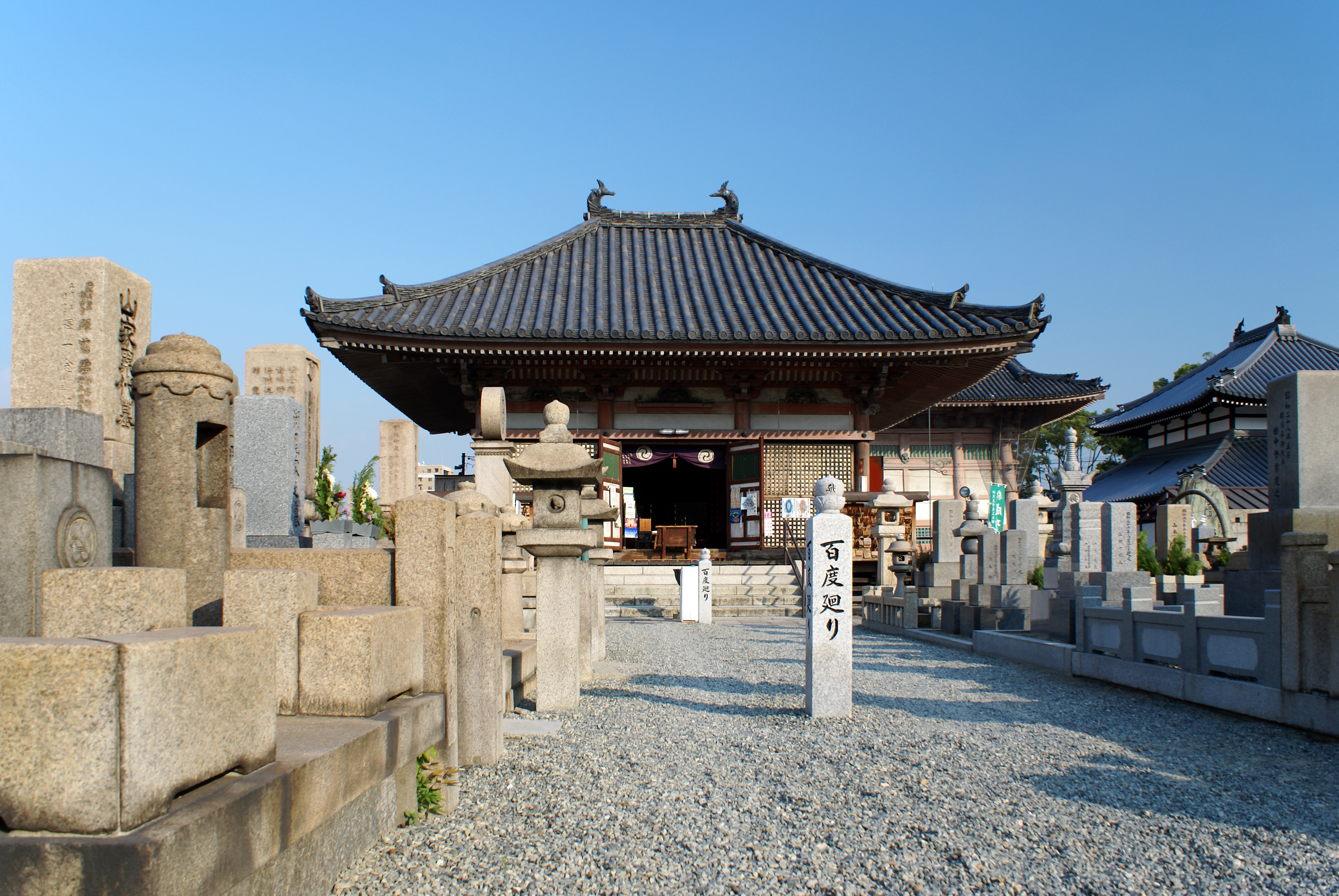
Nebentempel Gansandō, innerhalb des Friedhofes (C), Gansan gewidmet.

### Sonstige Anlagen
Die Tempelschätze werden im Museum Hōmotsukan (M) gezeigt. Außerdem befindet sich die Schule Shitennōji gakuen (S) auf dem Gelände.

## Zugang
Der Besuch des inneren Tempelbezirks, des Abtquartiers und des Museums kostet Eintritt.